# Morgoth's Ring
 (décembre 2022).
Si vous disposez d'ouvrages ou d'articles de référence ou si vous connaissez des sites web de qualité traitant du thème abordé ici, merci de compléter l'article en donnant les références utiles à sa vérifiabilité et en les liant à la section « Notes et références ».
Morgoth's Ring (« L'Anneau de Morgoth ») est le dixième tome de l'Histoire de la Terre du Milieu. Publié en 1993 par Christopher Tolkien, il n'est pas encore traduit en français à ce jour.
Après avoir achevé l'écriture du Seigneur des anneaux, J. R. R. Tolkien revint au Silmarillion, qu'il avait abandonné en 1938. Il entreprit la révision du texte de la Quenta Silmarillion, qu'il ne put mener à bien, et composa parallèlement plusieurs textes concernant le Premier Âge. Dans Morgoth's Ring, Christopher présente les textes qui se rapportent principalement à Aman ; dans le volume suivant, The War of the Jewels, sont publiés les textes concernant le Beleriand.
Ce livre comprend cinq grandes parties :
- La première présente différentes versions (B, C, C* et D) de l'Ainulindalë, qui dérivent d'un texte de 1930 (la version A).
- La deuxième partie est constituée par les Annales d'Aman (The Annals of Aman), une chronologie s'étendant de la création du monde au premier lever du Soleil.
- La troisième partie est l'analyse par Christopher Tolkien des révisions apportées par son père à la première partie du Quenta Silmarillion. On y trouve en particulier Laws and Customs among the Eldar, un texte qui détaille les coutumes des Eldar à propos du mariage et de la réincarnation, entre autres.
- L'essai philosophique intitulé Athrabeth Finrod ah Andreth constitue la quatrième partie. Il s'agit d'un dialogue entre Finrod, un prince noldorin, et Andreth, une Sage humaine, qui débattent de l'immortalité elfique et de la mortalité humaine.
- La cinquième partie, que Christopher nomme Mythes transformés (Myths Transformed), inclut plusieurs notes tardives de J. R. R. Tolkien dans lesquelles celui-ci réfléchissait sur des points centraux de sa mythologie, comme l'origine des Orques ou la nature du monde (plat ou sphérique ?).

Ce volume inclut plusieurs textes qui s'éloignent fortement du Silmarillion publié en 1977, et qui témoignent d'une volonté de Tolkien de rapprocher son univers de la réalité scientifique. Ainsi, dans la version C* de l'Ainulindalë donnée en première partie, le monde, Arda, est sphérique dès l'origine, et le Soleil existe dès le début. La différence entre les mythes s'expliquerait par leur origine : les textes eldarins seraient plus fiables, car issus des Valar, tandis que les textes d'origine humaine seraient plus ou moins déformés par leurs propres croyances.